# Chiavistello

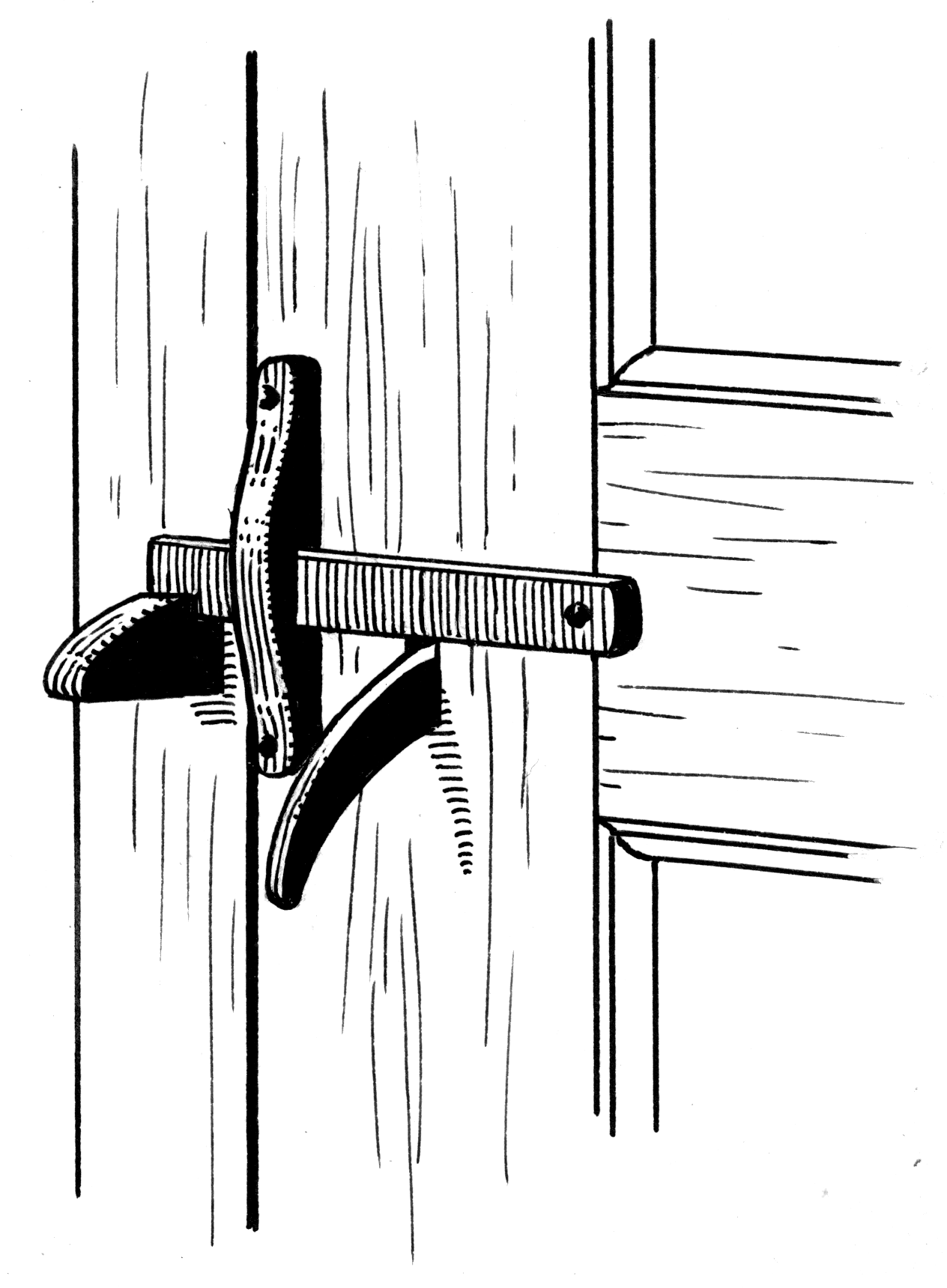
Disegno esemplificativo di un chiavistello con movimento rotativo

Il chiavistello, nel linguaggio comune anche catenaccio, è la parte della serratura che scorrendo nella sua sede, o ruotando, va ad impegnarsi (o a disimpegnarsi) nel laccio o nella gola che blocca la parte mobile.
Era utilizzato già al tempo degli Antichi Egizi per la chiusura di porte, sebbene in forma molto rudimentale. Sono utilizzati per bloccare parti mobili quali porte, ante, slitte ad una parte fissa genericamente detta telaio. Possono essere mossi manualmente o tramite meccanismi quali serrature.

## Tipi comuni

### Chiavistello a serratura
Un chiavistello a colpo singolo. Esso può essere inserito nella sua contropiastra solo dopo la chiusura della porta. Il meccanismo di bloccaggio in genere impedisce che il chiavistello venga retratto con la forza.

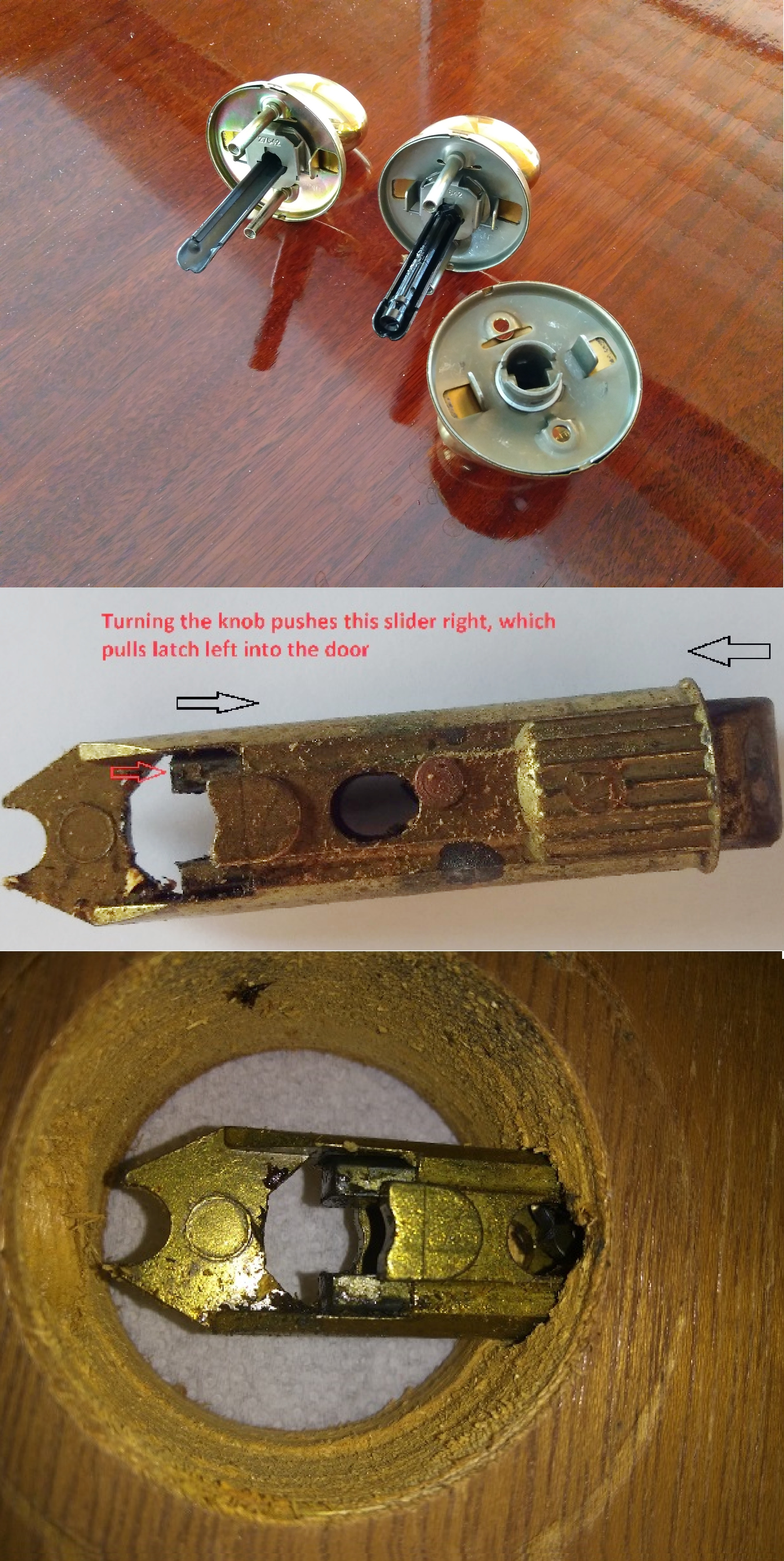
La manopola ha una barra a forma di mezzaluna che sposta all'indietro il chiavistello quando viene ruotata. La versione in alto a destra ha un lucchetto; la versione in alto a sinistra no. Kwikset usa questa forma. Altre aziende hanno barre quadrate o a forma di D.

### Chiavistello a molla
- Scrocco. Un tipo di chiavistello estremamente comune, tipicamente parte di una serratura, caricato a molla con un bordo angolato[3][4]. Quando la porta viene chiusa, il bordo inclinato dello scrocco si aggancia al labbro della contropiastra; una molla permette al bullone di ritrarsi. Una volta che la porta è completamente chiusa, il chiavistello si estende automaticamente nella contropiastra, tenendo la porta chiusa. Lo scrocco viene disimpegnato (ritratto) in genere quando l'utente ruota la maniglia della porta, che tramite il meccanismo del blocco, ritrae manualmente lo scrocco, consentendo l'apertura della porta stessa.
- Scrocco a scatto (deadlatch). Una rielaborazione di uno scrocco che include un chiavistello per impedire la forzatura dello stesso. Quando la porta è chiusa, lo scrocco e il chiavistello si ritraggono insieme e la porta si chiude normalmente, con lo scrocco che entra nella contropiastra. Essa, invece, mantiene il chiavistello nella sua posizione abbassata: un meccanismo all'interno della serratura mantiene lo scrocco nella posizione proiettata. Questa disposizione impedisce che lo scrocco venga premuto attraverso l'uso di una carta di credito o di qualche altro strumento, che porterebbe a un ingresso non autorizzato[5].
- Chiavistello a leva. Un chiavistello in due parti in cui un lato ha un braccio che può agganciarsi all'altra metà e mentre si chiude la fibbia unisce le due parti. Utilizzato frequentemente per cassette degli attrezzi, casse, bauli e finestre. Non ha bisogno di essere completamente chiuso per fissare entrambe le parti del meccanismo[6].
- Serratura con chiavistello a molla (o chiavistello notturno): un meccanismo di bloccaggio utilizzato attraverso uno scrocco[7][8].

### Chiavistello a scatto
Un chiavistello che utilizza una molla e viene attivato dalla chiusura o dallo sbattere di una porta. Come tutti i chiavistelli, esso è un meccanismo atto a tenere chiusa una porta. Il chiavistello a scatto prende il nome dalla sua capacità di chiudere in modo molto forte ante e cassetti senza danneggiare il chiavistello stesso. Un chiavistello a scatto è robusto e quindi ideale per applicazioni industriali, agricole e edili.

### Serratura a camma
Un cam lock (serratura a camma) è un tipo di chiavistello costituito da una base e una camma. La base si trova dove la chiave o un altro strumento viene utilizzato per ruotare la camma. Le camme possono essere diritte o sfalsate; le camme offset sono reversibili. Si trovano comunemente negli armadietti dei garage, negli schedari, nei cassetti che contengono attrezzi e in altri luoghi in cui sono necessarie privacy e sicurezza.

#### Serratura a camma elettronica

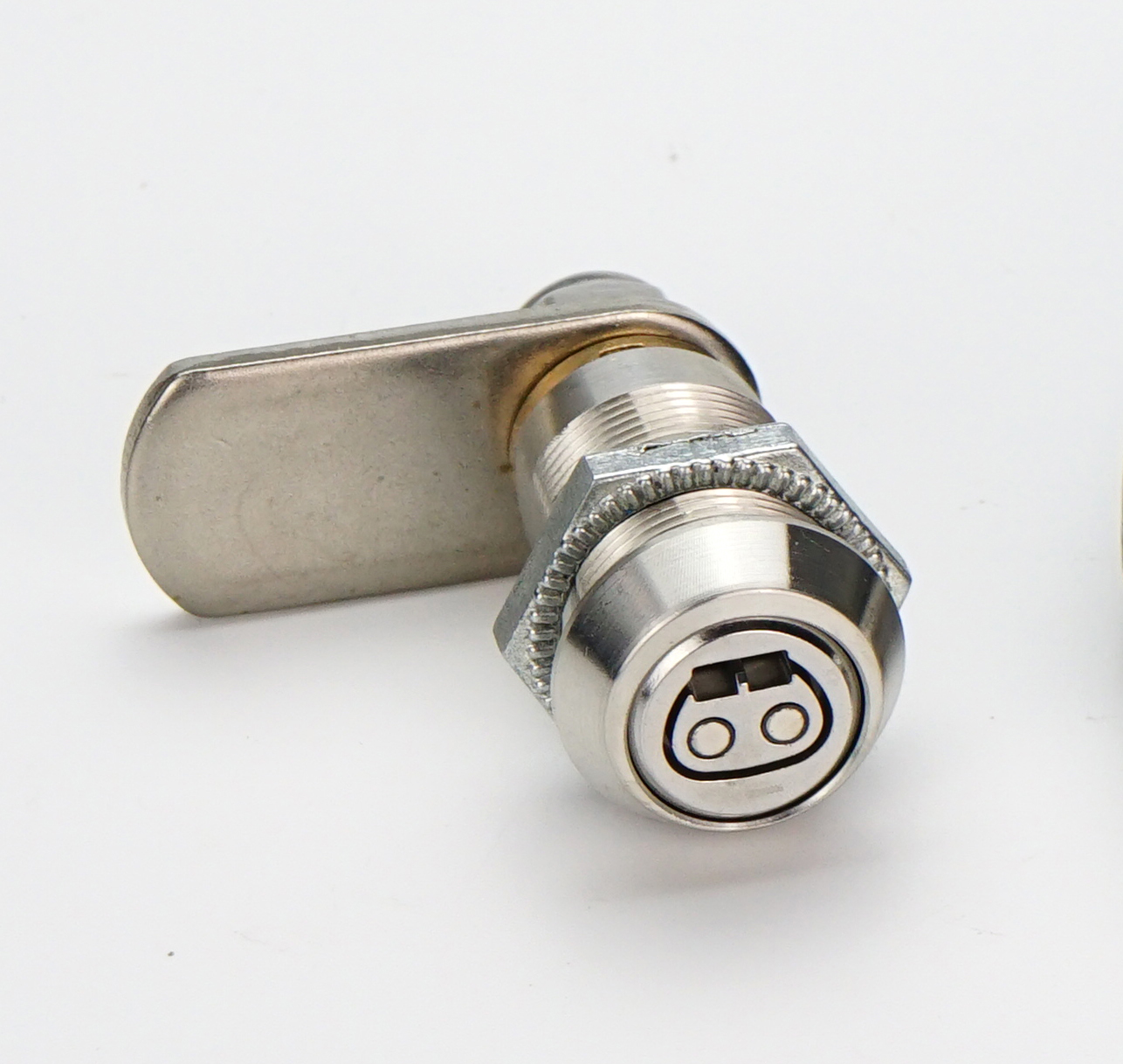
Serratura a camma elettronica

Le serrature a camme elettroniche sono un'alternativa alle serrature a camme meccaniche. L'aspetto del blocco camma elettronico è simile al blocco camma meccanico, ma è diverso nel cilindro della serratura.
Il buco della serratura a camma meccanica è solitamente lo stesso di un normale lucchetto. Una chiave fisica viene utilizzata per sbloccare la serratura. La chiave fisica ha una tacca o una fessura corrispondente all'ostacolo nella serratura a camma, che le consente di ruotare liberamente all'interno della serratura stessa.
Diversamente dalle serrature a camme meccaniche, le serrature a camme elettroniche utilizzano una chiave elettronica per sbloccare. La chiave deve essere programmata in modo da considerare l'utente che deve sbloccarla, la data di sblocco e il periodo di tempo in cui deve rimanere bloccata. La serratura a camma elettronica non ha foro meccanico, ha solo tre contatti metallici. Durante lo sbloccaggio, i tre contatti sul lato testa della chiave elettronica sono connessi ai tre contatti sulla serratura a camma elettronica. A questo punto, la chiave fornirà alimentazione alla serratura a camma elettronica e leggerà il numero ID inserito per relativa verifica e corrispondenza. In caso di successo e riconoscimento di tale ID, la serratura può essere sbloccata.
L'emergere di serrature a camma elettronica mira a migliorare la sicurezza e la funzionalità delle tradizionali serrature a camma meccanica.

### Chiavistello Norfolk

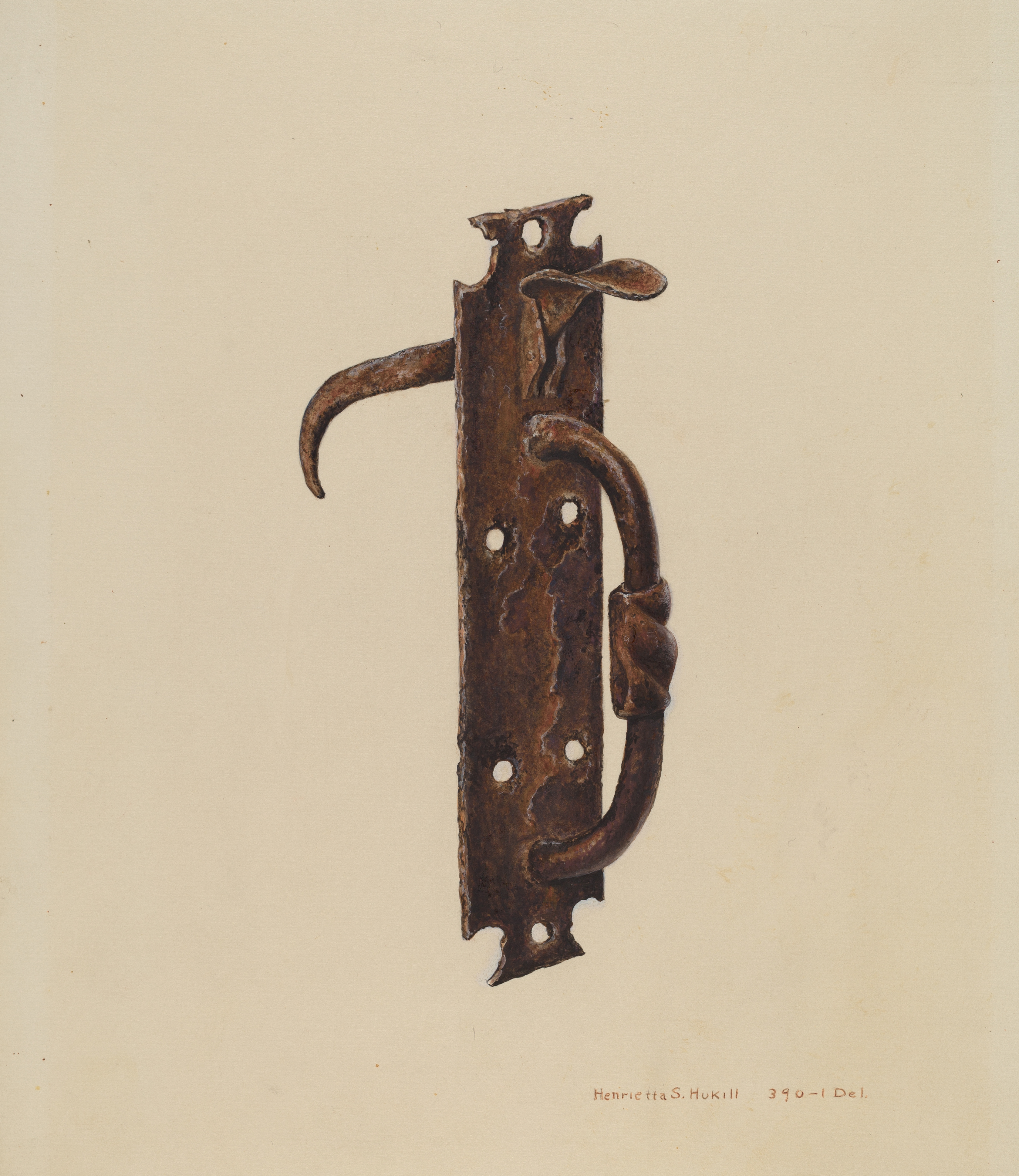
Chiavistello di Norfolk, 1939 circa

Un chiavistello Norfolk è un tipo di chiavistello che incorpora una semplice leva azionata con il pollice e comunemente usato per tenere chiusi cancelli e porte in legno. In un chiavistello Norfolk, la maniglia è montata su una piastra posteriore indipendentemente dal pollice. Introdotti intorno al 1800–1820, i chiavistelli Norfolk, originari dell'omonima contea inglese, differiscono dal più vecchio chiavistello Suffolk, che mancava di una piastra posteriore a cui è attaccato il pollice.

### Chiavistello Suffolk
Il chiavistello Suffolk è nato nella contea inglese di Suffolk nel XVI secolo e rimase di uso comune fino al XIX secolo. Più tardi tornarono in uso, anche in epoca moderna, in particolare nelle case tradizionali e nei cottage di campagna. Erano comuni dal XVII secolo al 1825 circa e la loro mancanza di una piastra posteriore li rendeva diversi dal successivo chiavistello Norfolk (introdotto nel 1800–1820). Si pensa che sia il chiavistello Suffolk che il chiavistello Norfolk siano stati nominati dal disegnatore William Twopenny (1797-1873).

### Traversa

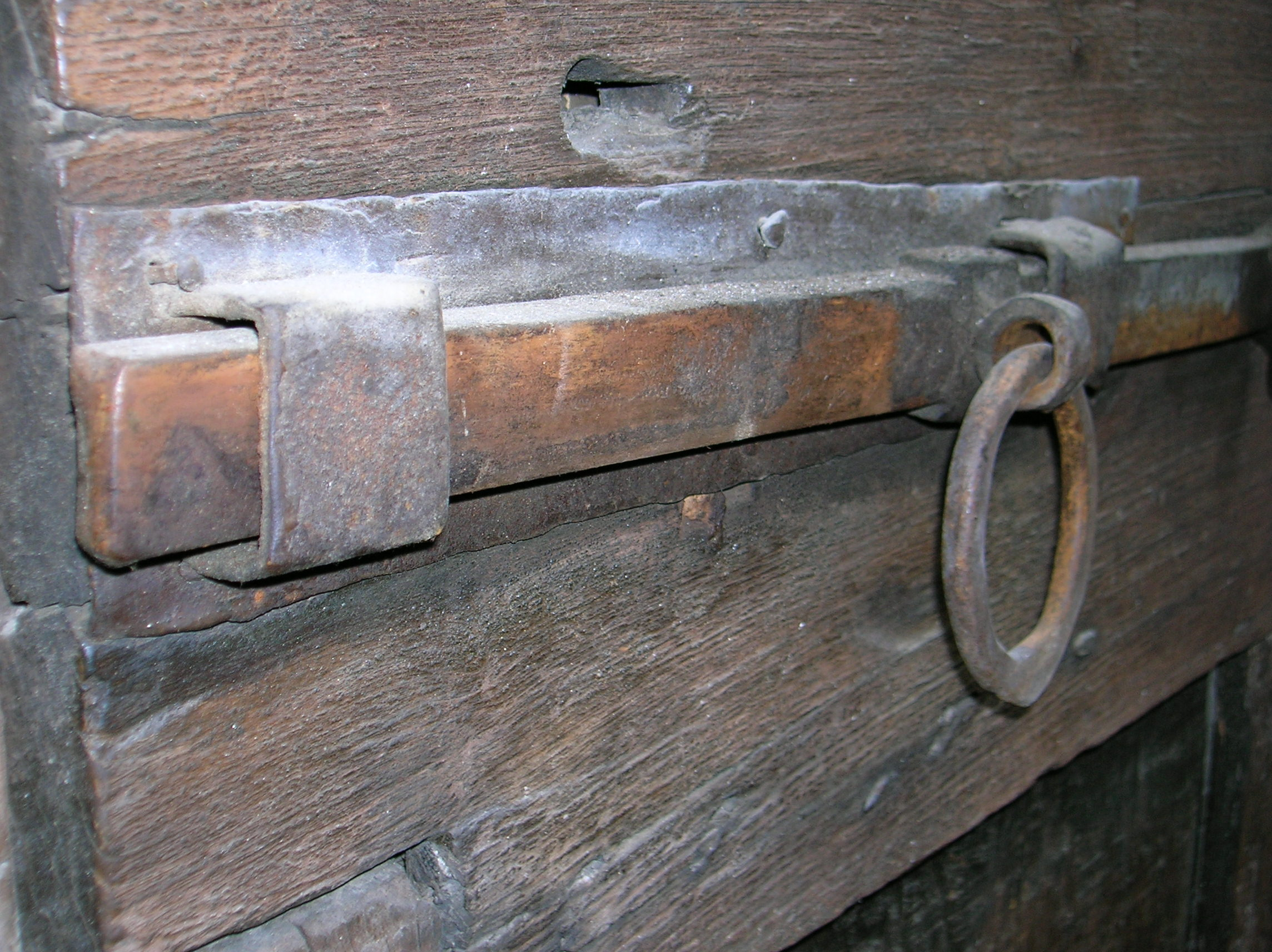
Foto di un chiavistello a scorrimento (traversa) dell'entrata di casa Magnocavallo

Le traverse erano semplici elementi di fissaggio costituiti semplicemente da una tavola o da una trave montata su un lato di una porta da una serie di tacche. La tavola poteva essere fatta scorrere oltre la struttura per bloccare la porta. In alternativa, la barra poteva essere un pezzo separato che veniva inserito in tacche o ganci aperti, estendendosi attraverso il telaio su entrambi i lati. L'effetto di questo dispositivo è essenzialmente l'opposto del maniglione antipanico in quanto il suo funzionamento è quello di consentire l'apertura della porta verso l'interno anziché verso l'esterno. Su una serie di doppie porte, lo stesso principio funziona, ma non è necessario che si estenda oltre la struttura. La barra si estende semplicemente in un'altra serie di tacche sull'altra porta in modo da interferire con l'apertura di essa.

### Gancio da cabina

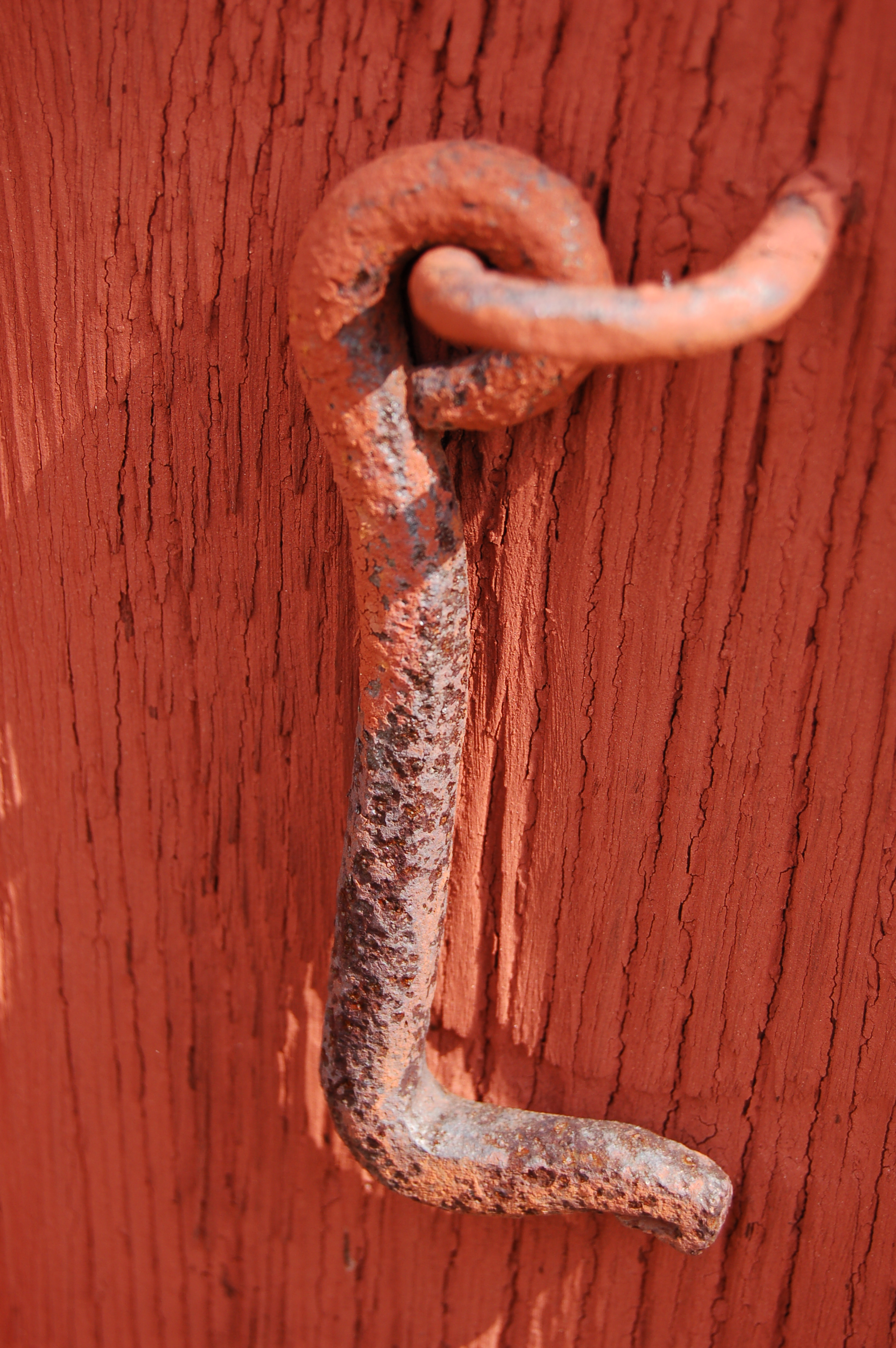
Un gancio per cabina

Un gancio da cabina è una barra agganciata a un anello. La barra è solitamente fissata in modo permanente a un anello o a una graffa fissata con viti o chiodi a un oggetto di legno o a una parete. Viene usato per tenere chiuso o aperto un armadio, una porta o un cancello.
Un gancio da cabina viene utilizzato in molte situazioni per tenere aperta una porta, come sulle navi per evitare che le porte oscillino e sbattano contro altri elementi in legno mentre la nave si muove a causa dell'azione delle onde. Questo utilizzo si è diffuso anche ad altri luoghi.
Molti edifici sono costruiti con porte tagliafuoco per separare le diverse parti degli edifici e per consentire la protezione delle persone dal fuoco e dal fumo durante un incendio. Quando si utilizza un gancio per cabina in una situazione del genere, bisogna tenere a mente che una porta ignifuga è un articolo costoso e pesante e funziona solo come porta tagliafuoco se è sempre chiusa. Per tenere semplicemente aperta una porta antincendio spesso pesante, vengono utilizzati supporti per porte (magnetici) che si sbloccano quando viene attivato il sistema di allarme antincendio di un edificio. Poiché i ganci della cabina devono essere attivati manualmente, non sono pratici per le porte tagliafuoco.

### Chiavistello a tirante
Denominato anche draw latch o draw catch. Ha un artiglio o un anello che afferra la piastra di battuta detta anche strike plate (denominata piastra di presa o catch plate in questo caso) quando raggiunge una determinata posizione.

### Nottolino

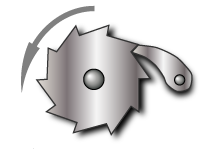
Un meccanismo a cricchetto e nottolino

Un nottolino è un fermo che consente il movimento in una direzione, ma impedisce il movimento di ritorno. Comunemente usato in combinazione con una ruota a cricchetto.

## Applicazioni

### Architettura
Un chiavistello è in genere montato su una porta o una finestra.

### Armi
Molti tipi di armi incorporano chiavistelli con design specifici per un'arma.
Le armi da fuoco per esempio richiedono chiavistelli specializzati utilizzati durante il caricamento e lo sparo.

#### Coltelli
Vari tipi di coltelli con lame pieghevoli o retrattili si affidano a chiavistelli per la loro funzione. I coltelli multiuso spesso usano un chiavistello per tenere l'attrezzo aperto o chiuso. Ciò consente di bloccarlo in orientamento rispetto alla maniglia durante l'uso, ma anche di riporlo in modo sicuro in caso contrario. Per aprire un coltello di questo tipo potrebbe essere necessaria una forza significativamente maggiore rispetto ad altre armi come caratteristica di sicurezza aggiuntiva.

#### Balestre
Le balestre incorporano un chiavistello per tenere la corda dell'arco tirata prima di lanciare la freccia.

### Automobili

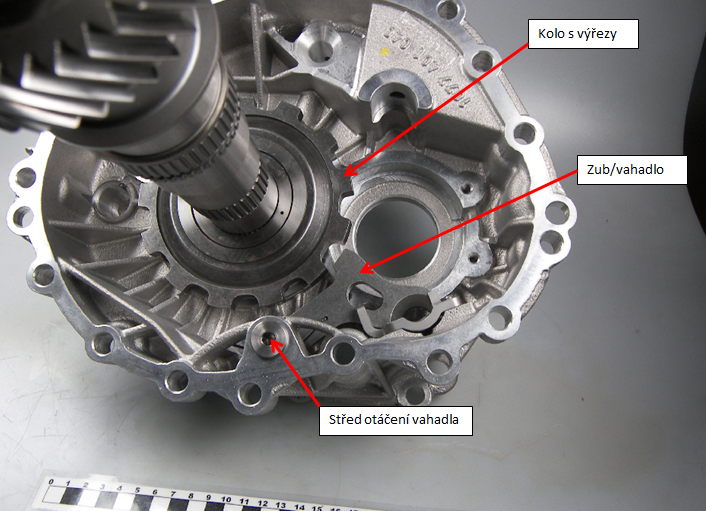
Un nottolino da parcheggio in una trasmissione automatica

Le automobili incorporano numerosi chiavistelli per scopi speciali come componenti delle portiere, del cofano, del bagagliaio delle cinture di sicurezza, ecc.
Sulle autovetture, un cofano può essere trattenuto da un chiavistello nascosto. Sulle auto da corsa o sulle auto con cofani aftermarket (che non utilizzano il sistema di chiusura di fabbrica) il cofano può essere trattenuto da perni del cofano.
Il termine chiavistello Nader è un soprannome per il chiavistello sui veicoli che consente a una porta a battente di rimanere bloccata e chiusa in modo sicuro. Prende il nome dal difensore dei diritti dei consumatori e politico Ralph Nader, che nel 1965 pubblicò il libro Unsafe at Any Speed in cui affermava che le auto americane erano fondamentalmente difettose per quanto riguardava la sicurezza dell'operatore.
Un nottolino da parcheggio è un dispositivo che blocca la trasmissione sui veicoli automatici quando viene messo in modalità "parcheggio".

### Articoli da forno

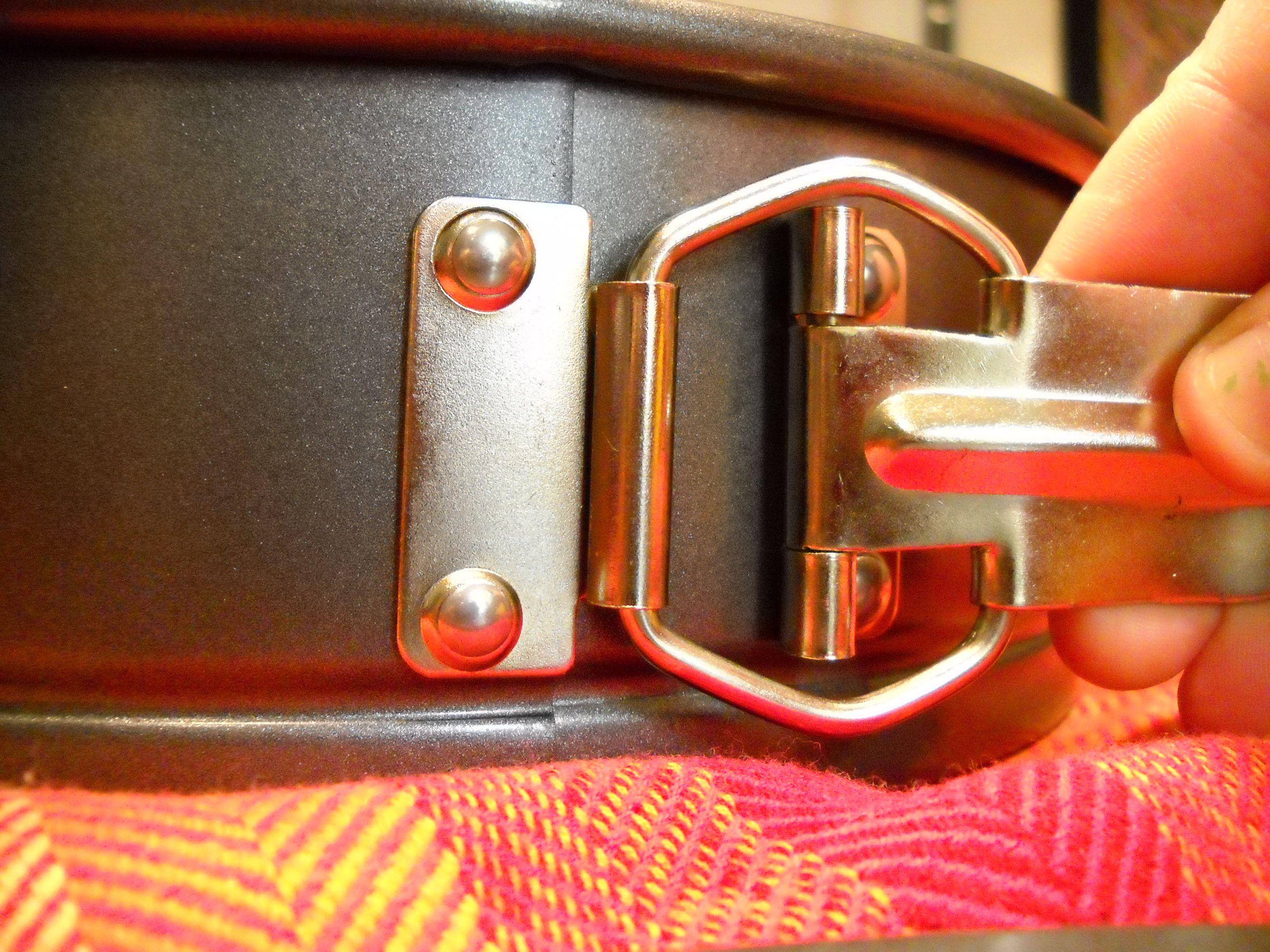
Primo piano della teglia a cerniera

Un chiavistello a molla (in questo caso un chiavistello centrale) viene utilizzato per tenere in posizione le pareti di una teglia a cerniera.